# Tmesisternus rossi
Tmesisternus rossi là một loài bọ cánh cứng trong họ Cerambycidae.